# 西阿哈伊亚
西阿哈伊亚（希臘語：Δυτική Αχαΐα）是希腊西希腊大区阿哈伊亚专区的市镇，行政中心为下阿哈伊亚镇。市镇面积为573.3平方公里，2021年人口数量为25,633人。
此市镇设立于2011年地方政府改革中，由原4个市镇合并而成，原市镇则成为新市镇的4个市区。